# سكوت إيستوود
سكوت إيستوود (بالإنجليزية: Scott Eastwood)‏ مواليد 21 مارس 1986، هو ممثل أمريكي بدأ مسيرته الفنية عام 2006. وهو ابن للمثل والمخرج الشهير كلينت إيستوود.

## الأعمال

### أفلام
- جريمة أمريكية
- غران تورينو
- الذي لا يقهر
- منشار تكساس 3 دي
- غضب (فيلم 2014)

## روابط خارجية
- سكوت إيستوود على موقع IMDb (الإنجليزية)
- سكوت إيستوود على موقع روتن توميتوز (الإنجليزية)
- سكوت إيستوود على موقع ألو سيني (الفرنسية)
- سكوت إيستوود على موقع أول موفي (الإنجليزية)
- سكوت إيستوود على موقع قاعدة بيانات الأفلام السويدية (السويدية)
- سكوت إيستوود على موقع قاعدة بيانات الفيلم (الإنجليزية)
- سكوت إيستوود على موقع كينوبويسك (الروسية)